# Food Stamp Celebrity (Mixtape Vol-1)
Food Stamp Celebrity (Mixtape Vol-1) ist das erste Mixtape des US-amerikanischen Rappers Young Dirty Bastard. Es erschien am 24. Mai 2011 über die Wu Music Group.

## Hintergrund
Food Stamp Celebrity (Mixtape Vol-1) wurde etwa einen Monat vor seiner Veröffentlichung auf dem offiziellen Facebookprofil des Wu-Tang-Clans angekündigt. Einige Fans hielten diesen Post anschließend für einen Scherz, während andere wiederum sein Talent anzweifelten und ihm mitunter auch vorwarfen, sich nur an der Bekanntheit seines verstorbenen Vaters Ol’ Dirty Bastard bereichern zu wollen.

## Cover
Auffällig ist die Ähnlichkeit mit dem Cover von Return to the 36 Chambers: The Dirty Version, dem Debütalbum seines Vaters. Auf der rechten Seite des Covers steht FOOD COUPON und VALUE 1 DOLLAR in Druckbuchstaben, links ist ein Bild von YDB zu sehen, auf dem er seine Zähne zusammen beißt. Das gesamte Cover ist in einem grau-braun-Ton gehalten. Das ganze soll einen Lebensmittelgutschein darstellen.

## Titelliste
| #   | Titel                            | Länge |
| --- | -------------------------------- | ----- |
| 1.  | Intro                            | 3:01  |
| 2.  | New York Times                   | 3:32  |
| 3.  | My Life (feat. Tyrone)           | 3:53  |
| 4.  | Empire                           | 3:20  |
| 5.  | Guilty                           | 2:07  |
| 6.  | Boy Jones                        | 1:48  |
| 7.  | Paradise (feat. Mee’sha Lindsay) | 3:11  |
| 8.  | Radio (feat. Earl)               | 3:38  |
| 9.  | Future (feat. Mavrick)           | 3:01  |
| 10. | Freddy (feat. Freemurda)         | 4:12  |
| 11. | Mr Jones                         | 3:23  |
| 12. | All In Together (feat. Shaquita) | 2:12  |
| 13. | Blacklight                       | 3:47  |
| 14. | Statement                        | 3:13  |
| 15. | I Will Fight                     | 5:00  |